# Schönerlinder Straße (Berlin-Pankow)
Die Schönerlinder Straße ist eine Straße in den Berliner Ortsteilen Französisch Buchholz, Blankenfelde und Buch des Bezirks Pankow. Sie verläuft von der Hauptstraße in Berlin-Heinersdorf über die Anschlussstelle Schönerlinder Straße bis Berliner Allee in Schönerlinde und ist noch bis Ende der Sanierungsarbeiten (s. u.) ein Teil der Bundesstraße 109.

## Geschichte

### Schönerlinder Straße
Die Schönerlinder Straße ist nach der Richtung von Alt-Berlin nach dem brandenburgischen Ortsteil Schönerlinde nördlich von Berlin im Landkreis Barnim benannt. Die Straße war ein alter Verbindungsweg zwischen den damaligen Dörfern Buchholz und Schönerlinde. Im Jahr 1824 wurde sie als Teil der Provinzialchaussee Berlin–Prenzlau ausgebaut. Der im Ortsteil Buch befindliche Teil der Straße kam mit der Eröffnung des neuen Teilstücks de Stadtautobahn am 14. Februar 1964 hinzu.
Mit dem Bau der Autobahn Anfang der 1960er Jahre verlor der vorherige Teil des Verkehrsweges zwischen Weißensee und Französisch-Buchholz seine Bedeutung aber nicht seinen Namen. Seine Erhaltung wurde stetig vernachlässigt. So beginnt im ersten Halbjahr 2017 der Neubau der Straße. Sie soll auf 1,5 Kilometer Länge, beginnend an der Straße nach Arkenberge, samt Fahrbahn und den alten Geh- und Radwegen erneuert werden. Die derzeitige Befestigung wird vollständig entfernt und wieder neu hergestellt. An der Anschlussstelle Schönerlinder Straße zur A 114 soll eine Linksabbiegespur in der B 109 erweitert und mit einer Ampel ausgestattet werden. Bis zur Landesgrenze zwischen Berlin und Brandenburg wird die Oberfläche der Fahrbahn saniert. Die jetzige Verschleißschicht wird abgefräst und eine neue Deck- und Binderschicht eingebaut. Der sehr alte Baumbestand soll erhalten bleiben und geschützt werden. Der bisher einseitige Geh- und Radweg wird saniert und auf der zweiten Seite entsteht ein neuer Geh- und Radweg in Asphaltbauweise mit einer Breite von 2,50 Meter. Die Schrankenanlage der Niederbarnimer Eisenbahn (NEB) wird erweitert. Außerdem müssen für die Geh- und Radwege die Wurzelbrücken zum Erhalt der Bäume eingebracht werden. Diese erforderliche Maßnahme wird von einem Sachverständigen für Bäume begleitet.

### Kulturdenkmale an bzw. in der Schönerlinder Straße
Hierzu gehört ein größeres Freigelände mit einfacher Bebauung, das seit dem 20. Jahrhundert für die Herstellung von Feuerwerkskörpern genutzt wird (Adresse: Schönerlinder Straße 29). Im 10. Jahrhundert war es eine Siedlungsstelle.
Ganz in der Nähe haben Archäologen Reste einer Besiedlung aus der jüngeren Bronzezeit entdeckt und dokumentiert.
Nicht als Baudenkmale ausgewiesen sind einige Gutsarbeiterunterkünfte an dieser Straße im Bereich Gut Schönerlinde noch innerhalb von Berlin, die nach der politischen Wende saniert wurden und als Wohnhäuser weiter genutzt werden.

### Lindenhofbrücke
Die Lindenhofbrücke, eine Brücke im Zuge der Schönerlinder Straße, führt die Bundesstraße 109 (B 109) über die Gleisanlagen des Berliner Außenrings. Sie befand sich in den 2010er Jahren in einem schlechten baulichen Zustand. Deshalb wurden Neubaumaßnahmen beschlossen, für welche eine Behelfsbrücke (eine Stahlfachwerkbrücke vom Typ SS 80) errichtet wurde. Im Verlauf der B 109 wurde im nahe gelegenen Industriegebiet keine Lastbeschränkung erhoben. Die Behelfsbrücke bestand zwischen 2015 und 2018. Der Abriss und Neubau der eigentlichen, nach dem Siedlungsbereich Lindenhof benannten, Brücke erfolgte im Zeitraum 2016 und 2018. Die Baukosten betrugen 1,7 Millionen Euro und wurden vom Bund bereitgestellt.